# ジョン・ブラウン・アンド・カンパニー

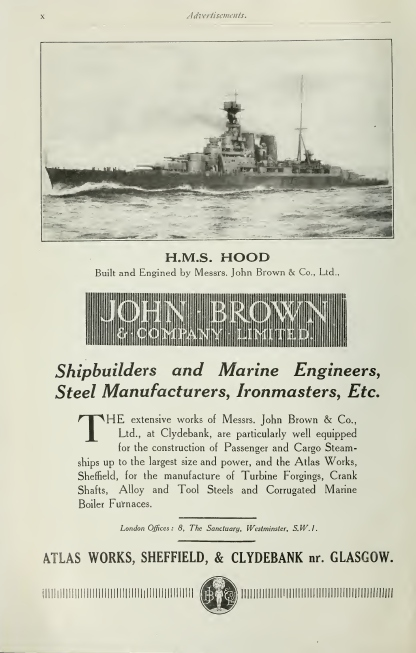

ジョン・ブラウン・アンド・カンパニー（英：John Brown and Company）はスコットランドのウェスト・ダンバートンシャイア、クライドバンクにあった造船会社。優秀な会社であり、多くの有名な艦船を建造して信頼を得た。

## 創業
有名な技術者のロバート・ネイピアの元で働いていたジェームス・トムソンとジョージ・トムソンの兄弟によって造船所は設立された。トムソン兄弟は造船所を1847年にアンダーストン（Anderston）で創業しグラスゴーに移動した後、社名をJ&Gトムソンと名付けた。1851年にはセスノック（Cessnock）に造船所を開設し、1852年に造船所で最初の船「ジャッカル（Jackal）」を進水させた。1854年にキュナード社の「ジュラ（Jura）」を建造し1867年にロシアの記録を打ち破るなど、名門の旅客船の造船ですぐに評判となった。
会社は1871年にダルムイエ（Dalmuir）村近くのバーンズ・オ・クライド（後にクライドバンクと改名）に移転した。ニューショット島（Newshot Isle）にある支流のカート川（River Cart）とクライド川が合流する位置は、大型船の進水が可能だった。厳しい財政難にもかかわらず、高い技術力と開発力で会社は名声を得た。
会社は1900年代初めにブラウン・カーチス式タービンを開発し、海洋工学技術を革新した。それはアメリカのインターナショナル・カーチス・マリン・タービン社で特許が取得され、ブラウン社が独自に発展させたタービンだった。このタービンの性能は英国海軍に感銘を与え、結果として多くの主力艦に搭載するためジョン・ブラウン社に注文が出された。

## 黄金期

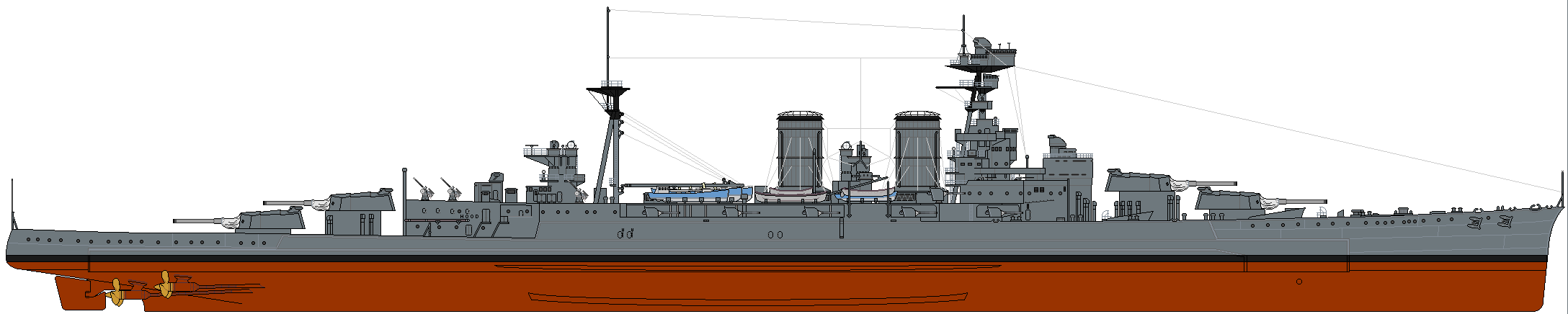
イギリス海軍巡洋戦艦フッド

シェフィールドの鉄鋼会社が1899年に会社を引き継ぎ、ジョン・ブラウン社となった。会社は造船を主導する世界の主な造船所の1つとなった。多くの注目に値する軍艦と客船がここに造られた。
- シティ・オブ・パリ
- シティ・オブ・ニューヨーク
- ルシタニア - キュナード社（1915年に雷撃で沈没）
- アキタニア（en:RMS Aquitania） - キュナード社
- フッド
- タイガー
- レパルス
- バーラム - クイーン・エリザベス級戦艦
- クイーン・メリー - キュナード社（現在はカリフォルニア・ロングビーチでホテル兼会議場）
- クイーン・エリザベス - キュナード社（1972年に香港で火災により沈没）
- クイーン・エリザベス2 - キュナード社

しかし、ワシントン海軍軍縮条約による排水量制限に対応したネルソン級戦艦の機関開発において軍の無理な要望に応えきれず、責任をすべて押し付けられる形で機関建造の契約を打ち切られ、以降は軍艦の船体のみ建造することとなった。

## 戦後不況
戦後、海軍からの発注の激減によりイギリスの造船所は大打撃を受けたが、ジョン・ブラウン社はなんとか生き残った。キュナード社の巨大な客船2隻が造船所を救った。
- クイーン・メリー
- クイーン・エリザベス

## 第二次世界大戦とその後
なかでも新造船において、造船所は戦争に対する価値ある貢献をした。
- イギリス海軍デューク・オブ・ヨーク
- イギリス海軍ヴァンガード - 世界で最後の新造戦艦
- イギリス海軍インディファティガブル - 航空母艦

終戦直後は軍艦の注文の減少により厳しい局面だった。代わりに戦争で失われたトン数分の置き換え需要で商船は長い間建造ブームとなった。1950年代末までに新しい資本の再構成と、ブロック工法などの新しい工法による高い生産性を持ったヨーロッパ、韓国、日本の造船国が台頭した。一方イギリスの造船業界は時代遅れな業務慣例と大規模な時代遅れの設備を使用し続けていた。それらによりイギリスの造船業界は競争にならなくなった。クライドバンクでは、経営者が一連の損益分岐点上の契約を提供する戦略を追い求め、それは客船クングスホルムが最も有名だった。そんな中、キュナード社の新造船の高い側面を持った新契約に期待し、それにより厳しい状況を乗り切って生産を維持することに希望を持っていた。しかしコスト上昇とインフレ圧力のため、結果として主要で維持不可能な損失に会社は苦しんだ。1960年代半ばまでにジョン・ブラウン社経営陣は、造船所が非経済的であると警告して、潜在的な閉鎖の危機に直面していた。
結局最後の定期客船の注文はキュナード社からのクイーン・エリザベス2だったが、造船所はそれ以来、アッパー・クライド造船グループに吸収された。しかし1971年に多くの議論がありグループは分解した。本当に最後となる造船所の建造船は、1972年に竣工の穀物運搬船アリーサ号だった。クライドバンクの施設は、様々な所有者の下で2001年まで稼働し、北海油田の海上プラットホームを建造した。社内で商業的にうまくいっているジョン・ブラウン・エンジニアリング部門はトラファルガー・ハウスに買収され、更に1996年にはクバーナー(Kvaerner)に買収された。後に社は分割され、クバーナーがいくつかの資産を保有し、ユコスはロンドンに拠点を置くジョン・ブラウン・ハイドロカーボンズとデービー・プロセス・テクノロジーを手にいれた。ジョン・ブラウン・ハイドロカーボンズは2003年にCB&I（シカゴ橋梁鉄工社）に売却されCB&Iジョン・ブラウンと社名を変更、後に更にCB&I UK社と社名変更した。

### 再開発
跡地の包括的な再生プランは現在、ウェスト・ダンバートンシャイア議会とスコットランド開発公社によって実行されている。基本プランはクライドバンクのウォーターフロントをより市民が利用しやすくすることを基本としている。具体的には以下の通り。クライドの造船所のためにサー・ウィリアム・アロル社が建造した歴史的なタイタンクレーンの再生、地元大学のための新キャンパスの建設、インフラの整備、近代的なオフィス街と軽度の工業団地、新しい住宅、商店街、レジャー施設。プランの一部としてクィーン・エリザベス2号を建造されたこの都市と川に戻す案があった。2007年6月18日にキュナード社は、船が洋上ホテルとしてドバイに販売されると発表した。

## その他の主な建造艦船
- 王室ヨット・ブリタニア（en:HMY Britannia）- エディンバラのオーシャンターミナルで展示中
- イギリス海軍駆逐艦エンタープライズ（en:HMS Enterprise (D52)）
- イギリス海軍防空フリゲート・リンクス（en:HMS Lynx (F27)）
- オーストラリア海軍巡洋戦艦オーストラリア（en:HMAS Australia (1911)）
- オーストラリア海軍重巡洋艦オーストラリア
- イギリス海軍駆逐艦イカルス（en:HMS Icarus (D03)）
- ガングート級戦艦
- 旧日本海軍戦艦朝日